# شون هاريس
شون هاريس (بالإنجليزية: Sean Harris)‏ هو ممثل إنجليزي بدأ مسيرته الفنية عام 1994. كما أنه من الفائزين بجائزة بافتا.

## الأعمال
- كريب
- بروميثيوس
- سيرينا
- مكبث
- مهمة مستحيلة: أمة منشقة
- البورجياس
- المهمة المستحيلة: تسقط

## وصلات خارجية
- شون هاريس على موقع IMDb (الإنجليزية)
- شون هاريس على موقع ألو سيني (الفرنسية)
- شون هاريس على موقع أول موفي (الإنجليزية)
- شون هاريس على موقع قاعدة بيانات الأفلام السويدية (السويدية)
- شون هاريس على موقع قاعدة بيانات الفيلم (الإنجليزية)
- شون هاريس على موقع كينوبويسك (الروسية)